# Alineament de Rinaghju
L'Alineament de Rinaghju (també escrit Renaghju o Rinaiu) és un jaciment prehistòric amb un hàbitat a l'aire lliure i dos alineaments megalítics; es troba al municipi de Sartene, a l'illa de Còrsega. El jaciment estigué habitat des de principis del Neolític fins a finals de l'edat del bronze.

## Història
El 1883, Adrien de Mortillet descriu l'alineament de Caouria: «Hi ha almenys 32 menhirs, 28 dels quals són en posició vertical i 6 invertits. Aquests blocs, col·locats de manera prou irregular, varien de grandària. L'alçada, d'1 metre de mitjana, varia per als més grans fins a 2,20 m i 2,30 m». El jaciment fou excavat clandestinament per cercadors de tresors i tenia un gran fossat central redescobert en la dècada dels 1960. André D'Anna i Henri Marchesi feren excavacions en el jaciment entre el 1994 i el 2000, i al 2002.
L'alineament fou classificat com a Monument històric per decret estatal de 28 de febrer de 1975  amb el veí alineament d'I Stantari.

## Neolític antic
Entre el 5700 i el 5000 abans de la nostra era, el jaciment contenia un assentament format per almenys dues cases de terra amb llars interiors i estructures exteriors de pedra. El material arqueològic descobert enclou residus d'un obrador de talla de sílex i quars, i bocins de ceràmica. La decoració cardial d'aquestes ceràmiques ha permés relacionar-les amb el període cardial del Neolític antic, comú a Sardenya, Còrsega i la Toscana.

## Monuments megalítics
El jaciment conté 178 monòlits, l'aspecte desorganitzat dels quals reflecteix fases diferents de construcció i destrucció. Les excavacions concloses al 2000 mostraren que havia estat ocupat per primera vegada en el Neolític final, amb vestigis d'habitatges i restes ceràmiques datades per radiocarboni d'entre el 5600 i el 5000 ae.
Un primer monument, compost per uns seixanta-quatre monòlits (menhirs i menhirs esteles) s'hi construí durant la segona meitat del mil·lenni V. Consta d'uns quaranta-nou exemplars de cara ampla l'alçada dels quals oscil·la entre 0,48 m i 1,22 m. Tots aquests blocs són de granit autòcton i en general han romàs en estat brut. Alguns menhirs s'han caigut a terra i alguns s'han trencat. El conjunt està organitzat en dues fileres orientades al nord-oest/sud-est i una tercera filera lleugerament corbada al centre de la qual s'alça un gran menhir de 2,65 m d'altura. Podria tractar-se de la primera alineació megalítica construïda a la zona de Sartene.
Un segon monument, la construcció del qual no s'ha datat amb precisió encara, es degué construir a la fi del Neolític o primeria de l'edat del bronze. Es compon d'uns cinquanta menhirs grossos l'alçada dels quals oscil·la entre 1,43 m i 3,20 m. El major pesa 4 tones. La construcció d'aquest nou monument provocà la destrucció parcial del primer perquè reutilitzaren menhirs menuts com a blocs de tascó per als menhirs grans. Aquests menhirs grossos procedeixen de l'entorn i van ser extrets en un radi màxim de 300 m. Es van erigir en quatre fileres orientades de nord a sud, la més llarga de les quals feia 30 m de longitud, i les altres tres aproximadament 15 m. Aquesta disposició, molt diferent de la del primer monument, és comparable a la dels alineaments d'I Stantari, Pallaghju i Apazzu.

## Menhirs i estàtues menhirs
Les formes dels menhirs són prou homogènies, amb una cara plana i l'altra voltada, o totes dues planes. Les cares planes dels menhirs s'orienten cap a l'est. Els blocs naturals han estat poc modelats, tret de cinc casos més elaborats: tres menhirs van ser totalment martellejats, els altres dos parcialment. Corresponen a l'estil de menhirs protoantropomorfs definits per Roger Grosjean. A l'extrem nord de la filera més occidental, una estàtua menhir coneguda com Rinaiu I representa una figura que duu una gran espasa a la cara ventral. Aquesta escultura ara només és visible amb llum rasant a causa de la meteorització del granit.
Al nord de les línies més curtes es construí una volta megalítica sense datar, ara destruïda. Només en resten unes lloses primes a l'entrada del jaciment.